# 暗黒時代 (阪神タイガース)
阪神タイガースの「暗黒時代」（はんしんタイガースのあんこくじだい）は、日本プロ野球のセントラル・リーグに所属する阪神タイガースが、1987年から2001年までの15シーズン中14回のBクラス入りうち10回のリーグ最下位となった低迷期を指す俗称である。

## 概要
「暗黒時代」の15シーズンのうち、優勝はおろかAクラス入り（3位以内）を果たしたのは1992年の1回のみであり、Bクラス入りは14回、そのうち10回は最下位という結果に終わっている。また、1993年から2002年までは10年連続Bクラス入り、1998年から2001年までは4年連続最下位となっており、これらの連続記録はいずれも球団ワースト記録である。この期間中、勝率が.500を上回ったシーズンは1992年の1度のみであり、全球団に対して負け越したシーズンも存在する。
| 年 度      | 所 属      | 監督       | レギュラーシーズン | レギュラーシーズン | レギュラーシーズン | レギュラーシーズン | レギュラーシーズン | 備考                                     | 備考                                     | 備考                                     | 備考                                     |
| 年 度      | 所 属      | 監督       | 順 位              | 勝 利              | 敗 戦              | 引 分              | 勝 率              | 備考                                     | 備考                                     | 備考                                     | 備考                                     |
| ---------- | ---------- | ---------- | ------------------ | ------------------ | ------------------ | ------------------ | ------------------ | ---------------------------------------- | ---------------------------------------- | ---------------------------------------- | ---------------------------------------- |
| 1987       | セ・リーグ | 吉田義男   | 6                  | 41                 | 83                 | 6                  | .331               | 2022年現在、球団におけるシーズン最低勝率 | 2022年現在、球団におけるシーズン最低勝率 | 2022年現在、球団におけるシーズン最低勝率 | 2022年現在、球団におけるシーズン最低勝率 |
| 1988       | セ・リーグ | 村山実     | 6                  | 51                 | 77                 | 2                  | .398               |                                          |                                          |                                          |                                          |
| 1989       | セ・リーグ | 村山実     | 5                  | 54                 | 75                 | 1                  | .419               |                                          |                                          |                                          |                                          |
| 1990       | セ・リーグ | 中村勝広   | 6                  | 52                 | 78                 | 0                  | .400               |                                          |                                          |                                          |                                          |
| 1991       | セ・リーグ | 中村勝広   | 6                  | 48                 | 82                 | 0                  | .369               |                                          |                                          |                                          |                                          |
| 1992       | セ・リーグ | 中村勝広   | 2                  | 67                 | 63                 | 2                  | .515               | 暗黒時代唯一のAクラス入り                | 暗黒時代唯一のAクラス入り                | 暗黒時代唯一のAクラス入り                | 暗黒時代唯一のAクラス入り                |
| 1993       | セ・リーグ | 中村勝広   | 4                  | 63                 | 67                 | 2                  | .485               |                                          |                                          |                                          |                                          |
| 1994       | セ・リーグ | 中村勝広   | 4                  | 62                 | 68                 | 0                  | .477               |                                          |                                          |                                          |                                          |
| 1995       | セ・リーグ | 中村勝広   | 6                  | 46                 | 84                 | 0                  | .354               |                                          |                                          |                                          |                                          |
| 1996       | セ・リーグ | 藤田平     | 6                  | 54                 | 76                 | 0                  | .415               |                                          |                                          |                                          |                                          |
| 1997       | セ・リーグ | 吉田義男   | 5                  | 62                 | 73                 | 1                  | .459               |                                          |                                          |                                          |                                          |
| 1998       | セ・リーグ | 吉田義男   | 6                  | 52                 | 83                 | 0                  | .385               |                                          |                                          |                                          |                                          |
| 1999       | セ・リーグ | 野村克也   | 6                  | 55                 | 80                 | 0                  | .407               |                                          |                                          |                                          |                                          |
| 2000       | セ・リーグ | 野村克也   | 6                  | 57                 | 78                 | 1                  | .422               |                                          |                                          |                                          |                                          |
| 2001       | セ・リーグ | 野村克也   | 6                  | 57                 | 80                 | 3                  | .416               |                                          |                                          |                                          |                                          |
| 通算：15年 | 通算：15年 | 通算：15年 | 通算：15年         | 821                | 1147               | 18                 | .417               | 日本一                                   | 日本一                                   | 0回                                      | 0回                                      |
| 通算：15年 | 通算：15年 | 通算：15年 | 通算：15年         | 821                | 1147               | 18                 | .417               | A ク ラ ス                               | 1位                                      | 0回                                      | 1 回                                     |
| 通算：15年 | 通算：15年 | 通算：15年 | 通算：15年         | 821                | 1147               | 18                 | .417               | A ク ラ ス                               | 2位                                      | 1回                                      | 1 回                                     |
| 通算：15年 | 通算：15年 | 通算：15年 | 通算：15年         | 821                | 1147               | 18                 | .417               | A ク ラ ス                               | 3位                                      | 0回                                      | 1 回                                     |
| 通算：15年 | 通算：15年 | 通算：15年 | 通算：15年         | 821                | 1147               | 18                 | .417               | B ク ラ ス                               | 4位                                      | 2回                                      | 14 回                                    |
| 通算：15年 | 通算：15年 | 通算：15年 | 通算：15年         | 821                | 1147               | 18                 | .417               | B ク ラ ス                               | 5位                                      | 2回                                      | 14 回                                    |
| 通算：15年 | 通算：15年 | 通算：15年 | 通算：15年         | 821                | 1147               | 18                 | .417               | B ク ラ ス                               | 6位                                      | 10回                                     | 14 回                                    |

## 沿革

### 「暗黒時代」に至るまでの経緯（1985年〜1986年）

#### 1985年（優勝）
1985年シーズンの阪神タイガースは、4月を9勝3敗1分貯金6で終え開幕ダッシュに成功する。特に、4月17日の対巨人戦でランディ・バース・掛布雅之・岡田彰布による3者連続バックスクリーン本塁打を放ち勝利した試合は、「バックスクリーン3連発」と呼ばれ、現在でも阪神ファンに語り継がれている。エース不在のチーム事情の中で、打者陣は1番・真弓、3番・バース、4番・掛布、5番・岡田を主力とする強力打線「ニューダイナマイト打線」によってチーム本塁打セ・リーグ記録を更新する219本塁打を記録し、シーズンを通して快勝を続けた。
20年以上遠ざかっていたリーグ優勝への気運が高まったことにより、多くの阪神ファンを抱える関西地区では社会現象になるほどの盛り上がりを見せていた。当時の阪神ファンは「トラキチ」と呼ばれ、この言葉はこの年の流行語大賞銀賞を受賞している。
そして同年10月16日、遂に21年ぶりの阪神タイガースのリーグ優勝が決定した。同年8月12日の日航機墜落事故で中埜肇球団社長を喪うという悲劇を乗り越えての快挙であった。これにより多くの阪神ファンたちが狂喜乱舞したことは言うまでもなく、この騒乱の中で阪神ファンがケンタッキー道頓堀店に設置されていたカーネル・サンダース像をバースに見立てて胴上げした末に道頓堀川に投げ込んだというエピソードは広く知られている。
さらに同年11月2日には、日本シリーズで西武を破り、球団悲願の初の日本一を達成している。
| 順位 | 4月終了時 | 4月終了時 | 5月終了時 | 5月終了時 | 6月終了時 | 6月終了時 | 7月終了時 | 7月終了時 | 8月終了時 | 8月終了時 | 9月終了時 | 9月終了時 | 最終成績 | 最終成績 |
| ---- | --------- | --------- | --------- | --------- | --------- | --------- | --------- | --------- | --------- | --------- | --------- | --------- | -------- | -------- |
| 1位  | 阪神      | --        | 阪神      | --        | 阪神      | --        | 広島      | --        | 阪神      | --        | 阪神      | --        | 阪神     | --       |
| 2位  | 大洋      | 1.5       | 巨人      | 0.5       | 広島      | 0.5       | 阪神      | 2.0       | 巨人      | 0.5       | 広島      | 7.5       | 広島     | 7.0      |
| 3位  | 中日      | 2.0       | 広島      | 4.0       | 巨人      | 2.5       | 巨人      | 3.0       | 広島      | 1.0       | 巨人      | 8.0       | 巨人     | 12.0     |
| 4位  | 広島      | 2.5       | 中日      | 4.0       | 大洋      | 5.0       | 大洋      | 9.5       | 中日      | 9.5       | 中日      | 13.5      | 大洋     | 14.5     |
| 5位  | 巨人      | 4.5       | 大洋      | 4.5       | 中日      | 10.5      | 中日      | 11.0      | 大洋      | 11.0      | 大洋      | 15.0      | 中日     | 15.0     |
| 6位  | ヤクルト  | 7.5       | ヤクルト  | 11.0      | ヤクルト  | 14.5      | ヤクルト  | 19.5      | ヤクルト  | 20.0      | ヤクルト  | 22.0      | ヤクルト | 26.5     |

| 順位 | 球団               | 勝 | 敗 | 分 | 勝率 | 差   |
| 1位  | 阪神タイガース     | 74 | 49 | 7  | .602 | 優勝 |
| 2位  | 広島東洋カープ     | 68 | 57 | 5  | .544 | 7.0  |
| 3位  | 読売ジャイアンツ   | 61 | 60 | 9  | .504 | 12.0 |
| 4位  | 横浜大洋ホエールズ | 57 | 61 | 12 | .483 | 14.5 |
| 5位  | 中日ドラゴンズ     | 56 | 61 | 13 | .479 | 15.0 |
| 6位  | ヤクルトスワローズ | 46 | 74 | 10 | .383 | 26.5 |

#### 1986年（3位）
翌1986年、前年の日本一チームとして開幕を迎えるも、敵地での開幕カードで大洋に3タテを喫し不調なスタートを切る。掛布雅之や池田親興など、故障者が続出し、6月中旬まで借金生活が続く。しかし前年三冠王のランディ・バースがこの年も打撃好調をキープし6月26日に日本タイ記録の7試合連続本塁打を達成、チームはこの試合から9連勝を記録し首位戦線に浮上、8月5日には首位巨人に3ゲーム差まで迫るが、そこから死のロードに突入し6連敗で優勝争いから脱落。結局2年連続三冠王のバースを除く選手が軒並み成績を落とした。チームは最後は3連敗で貯金ゼロとなり3位でシーズンを終えた。
| 順位 | 4月終了時 | 4月終了時 | 5月終了時 | 5月終了時 | 6月終了時 | 6月終了時 | 7月終了時 | 7月終了時 | 8月終了時 | 8月終了時 | 9月終了時 | 9月終了時 | 最終成績 | 最終成績 |
| ---- | --------- | --------- | --------- | --------- | --------- | --------- | --------- | --------- | --------- | --------- | --------- | --------- | -------- | -------- |
| 1位  | 広島      | --        | 広島      | --        | 広島      | --        | 広島      | --        | 巨人      | --        | 巨人      | --        | 広島     | --       |
| 2位  | 巨人      | 3.0       | 巨人      | 5.0       | 巨人      | 1.5       | 巨人      | 0.0       | 広島      | 2.5       | 広島      | 1.5       | 巨人     | 0.0      |
| 3位  | 大洋      | 3.5       | 大洋      | 5.0       | 阪神      | 6.0       | 阪神      | 3.5       | 阪神      | 7.5       | 阪神      | 10.5      | 阪神     | 13.5     |
| 4位  | 阪神      | 4.5       | 阪神      | 6.0       | 大洋      | 9.5       | 中日      | 10.5      | 中日      | 13.5      | 中日      | 16.5      | 大洋     | 20.0     |
| 5位  | 中日      | 5.5       | 中日      | 6.5       | 中日      | 10.5      | 大洋      | 12.0      | 大洋      | 15.5      | 大洋      | 18.0      | 中日     | 20.0     |
| 6位  | ヤクルト  | 7.5       | ヤクルト  | 13.5      | ヤクルト  | 17.5      | ヤクルト  | 13.0      | ヤクルト  | 18.0      | ヤクルト  | 25.5      | ヤクルト | 27.5     |

| 順位 | 球団               | 勝 | 敗 | 分 | 勝率 | 差   |
| 1位  | 広島東洋カープ     | 73 | 46 | 11 | .613 | 優勝 |
| 2位  | 読売ジャイアンツ   | 75 | 48 | 7  | .610 | 0.0  |
| 3位  | 阪神タイガース     | 60 | 60 | 10 | .500 | 13.5 |
| 4位  | 横浜大洋ホエールズ | 56 | 69 | 5  | .448 | 20.0 |
| 5位  | 中日ドラゴンズ     | 54 | 67 | 9  | .446 | 20.0 |
| 6位  | ヤクルトスワローズ | 49 | 77 | 4  | .389 | 27.5 |

### 「暗黒時代」の阪神タイガース（1987年〜2001年）

#### 1987年（6位）
2年ぶりの優勝を目指すチームはトレードで吉竹春樹を放出して西武から田尾安志を獲得、強力打線の形成で優勝への期待が高まるが、開幕前に掛布雅之、ランディ・バースが相次いで交通違反で検挙されるなど、球団内に不穏な空気が立ち込める。チームは4月後半に7連敗を喫し最下位に転落。開幕時には2番を打っていた田尾は5月に入るとスタメンから外れるようになり、掛布も腰痛で打撃不振に陥り6月2日に二軍落ち、さらに6月6日には竹之内雅史打撃コーチが吉田監督と衝突し退団するなど、チーム打率.242がリーグ最下位と看板倒れの打線の不調でチームは連敗を繰り返し最下位を独走。オールスター戦の時点で、75試合中19勝で勝率.260であった。孤軍奮闘のバースも本塁打で広島のリチャード・ランスに2本差で及ばず、3年ぶりに無冠に終わった。投手陣は新加入のマット・キーオが孤軍奮闘するも打線の援護に恵まれず負け越し、ほかの投手も軒並み不振、投打共に総崩れで4年ぶりにリーグ優勝の巨人に37.5ゲーム、5位の大洋にも15ゲーム離され、球団ワーストの勝率.331で1978年以来9年ぶりの最下位に終わり、全球団負け越しの屈辱を味わった。
シーズン終了後、吉田義男は監督職を解任された。
このシーズンから2001年まで15年で10回の最下位と14回のBクラス入りへと陥る「暗黒時代」を迎えることになった。
| 順位 | 4月終了時 | 4月終了時 | 5月終了時 | 5月終了時 | 6月終了時 | 6月終了時 | 7月終了時 | 7月終了時 | 8月終了時 | 8月終了時 | 9月終了時 | 9月終了時 | 最終成績 | 最終成績 |
| ---- | --------- | --------- | --------- | --------- | --------- | --------- | --------- | --------- | --------- | --------- | --------- | --------- | -------- | -------- |
| 1位  | 巨人      | --        | 中日      | --        | 巨人      | --        | 巨人      | --        | 巨人      | --        | 巨人      | --        | 巨人     | --       |
| 2位  | 広島      | 1.5       | 巨人      | 0.0       | 広島      | 2.0       | 広島      | 3.5       | 中日      | 4.0       | 広島      | 7.5       | 中日     | 8.0      |
| 3位  | 中日      | 3.0       | 広島      | 3.5       | 中日      | 4.0       | 中日      | 6.0       | 広島      | 5.5       | 中日      | 8.5       | 広島     | 11.5     |
| 4位  | 大洋      | 5.0       | ヤクルト  | 10.5      | ヤクルト  | 11.5      | ヤクルト  | 16.0      | ヤクルト  | 16.0      | ヤクルト  | 17.0      | ヤクルト | 19.5     |
| 5位  | ヤクルト  | 5.0       | 大洋      | 10.5      | 大洋      | 12.5      | 大洋      | 20.0      | 大洋      | 18.0      | 大洋      | 20.0      | 大洋     | 22.5     |
| 6位  | 阪神      | 6.5       | 阪神      | 13.5      | 阪神      | 17.0      | 阪神      | 29.5      | 阪神      | 31.5      | 阪神      | 34.0      | 阪神     | 37.5     |

| 順位 | 球団               | 勝 | 敗 | 分 | 勝率 | 差   |
| 1位  | 読売ジャイアンツ   | 76 | 43 | 11 | .639 | 優勝 |
| 2位  | 中日ドラゴンズ     | 68 | 51 | 11 | .571 | 8.0  |
| 3位  | 広島東洋カープ     | 65 | 55 | 10 | .542 | 11.5 |
| 4位  | ヤクルトスワローズ | 58 | 64 | 8  | .475 | 19.5 |
| 5位  | 横浜大洋ホエールズ | 56 | 68 | 6  | .452 | 22.5 |
| 6位  | 阪神タイガース     | 41 | 83 | 6  | .331 | 37.5 |

#### 1988年（6位）
チームが1985年の優勝時のメンバーに頼りすぎ世代交代などの抜本的な改革ができないまま、村山実新監督が就任。村山監督は就任後、和田豊・大野久・中野佐資をはじめとする若手選手を積極的に起用した。結果、和田が遊撃手としてレギュラーに定着し、最多犠打を記録。大野、中野も一定の成績を収めた。しかし6月27日、2度の三冠王を達成し、1985年の日本一に貢献したランディ・バースが退団し、代わりに獲得したルパート・ジョーンズも肩のけがで満足な成績を残すことができないなど、打撃力の低下に歯止めがかからなかった。投手陣は2年目のマット・キーオがエースの活躍を見せ1985年のV戦士・仲田幸司、池田親興も先発ローテーションを守ったが、打線の援護にとぼしくいずれも勝ち越すことができなかった。6月を境にチーム順位は下降し、オールスターゲーム以降は最下位に定着した。開幕からフルイニング出場の掛布雅之は7月12日の対広島戦を最後に登録抹消され、シーズン終了後に33歳の若さで引退した。
| 順位 | 4月終了時 | 4月終了時 | 5月終了時 | 5月終了時 | 6月終了時 | 6月終了時 | 7月終了時 | 7月終了時 | 8月終了時 | 8月終了時 | 9月終了時 | 9月終了時 | 最終成績 | 最終成績 |
| ---- | --------- | --------- | --------- | --------- | --------- | --------- | --------- | --------- | --------- | --------- | --------- | --------- | -------- | -------- |
| 1位  | 広島      | --        | 広島      | --        | 巨人      | --        | 中日      | --        | 中日      | --        | 中日      | --        | 中日     | --       |
| 2位  | 巨人      | 4.5       | 巨人      | 1.5       | 広島      | 0.5       | 巨人      | 1.0       | 広島      | 6.5       | 広島      | 7.0       | 巨人     | 12.0     |
| 3位  | 阪神      | 5.0       | 阪神      | 2.5       | 中日      | 1.0       | 広島      | 1.5       | 巨人      | 7.5       | 巨人      | 8.0       | 広島     | 15.0     |
| 4位  | ヤクルト  | 5.5       | 大洋      | 4.0       | ヤクルト  | 3.0       | 大洋      | 5.0       | 大洋      | 12.0      | 大洋      | 17.0      | 大洋     | 20.5     |
| 5位  | 大洋      | 7.0       | 中日      | 4.5       | 阪神      | 6.5       | ヤクルト  | 9.5       | ヤクルト  | 12.0      | ヤクルト  | 17.0      | ヤクルト | 22.0     |
| 6位  | 中日      | 8.0       | ヤクルト  | 5.5       | 大洋      | 7.0       | 阪神      | 10.0      | 阪神      | 19.0      | 阪神      | 23.0      | 阪神     | 29.5     |

| 順位 | 球団               | 勝 | 敗 | 分 | 勝率 | 差   |
| 1位  | 中日ドラゴンズ     | 79 | 46 | 5  | .632 | 優勝 |
| 2位  | 読売ジャイアンツ   | 68 | 59 | 3  | .535 | 12.0 |
| 3位  | 広島東洋カープ     | 65 | 62 | 3  | .512 | 15.0 |
| 4位  | 横浜大洋ホエールズ | 59 | 67 | 4  | .468 | 20.5 |
| 5位  | ヤクルトスワローズ | 58 | 69 | 3  | .457 | 22.0 |
| 6位  | 阪神タイガース     | 51 | 77 | 2  | .398 | 29.5 |

#### 1989年（5位）
前年遊撃手レギュラーを和田に奪われた平田勝男が開幕から1ヶ月半ほど返り咲いたが、5月半ばから八木裕が抜擢されて16本塁打の成績を上げた。また三塁手にコンバートされた岡田彰布も一定の成績を挙げ、新外国人のセシル・フィルダーも本塁打王争いを演じる活躍を見せてリーグ3位の135本を記録したが、打線がつながりを欠いたため、いずれも打点は伸びなかった。投手陣はマット・キーオが15勝、中西清起も10勝を挙げたが、これに続く投手がなかなか現れず中西の先発転向により抑え投手の固定にも苦労することとなった。チームも6月を境に順位が下降、3年連続の最下位は免れたものの優勝の巨人には30.5ゲームも付けられた。
シーズン終了後、村山監督は辞任し、フィルダーは球団との契約延長交渉がこじれわずか1年でチームを退団することとなった。
| 順位 | 4月終了時 | 4月終了時 | 5月終了時 | 5月終了時 | 6月終了時 | 6月終了時 | 7月終了時 | 7月終了時 | 8月終了時 | 8月終了時 | 9月終了時 | 9月終了時 | 最終成績 | 最終成績 |
| ---- | --------- | --------- | --------- | --------- | --------- | --------- | --------- | --------- | --------- | --------- | --------- | --------- | -------- | -------- |
| 1位  | 広島      | --        | 広島      | --        | 巨人      | --        | 巨人      | --        | 巨人      | --        | 巨人      | --        | 巨人     | --       |
| 2位  | 巨人      | 3.5       | 巨人      | 0.0       | 広島      | 2.5       | 広島      | 7.0       | 広島      | 8.0       | 広島      | 4.5       | 広島     | 9.0      |
| 3位  | ヤクルト  | 8.0       | 阪神      | 10.5      | 阪神      | 15.5      | 中日      | 14.0      | 中日      | 13.0      | 中日      | 13.0      | 中日     | 15.5     |
| 4位  | 阪神      | 8.0       | ヤクルト  | 11.5      | ヤクルト  | 15.5      | ヤクルト  | 20.0      | ヤクルト  | 24.5      | ヤクルト  | 23.0      | ヤクルト | 28.5     |
| 5位  | 中日      | 8.0       | 中日      | 12.0      | 中日      | 15.5      | 阪神      | 22.0      | 阪神      | 29.0      | 阪神      | 28.0      | 阪神     | 30.5     |
| 6位  | 大洋      | 8.5       | 大洋      | 14.0      | 大洋      | 17.0      | 大洋      | 24.0      | 大洋      | 30.5      | 大洋      | 33.5      | 大洋     | 36.5     |

| 順位 | 球団               | 勝 | 敗 | 分 | 勝率 | 差   |
| 1位  | 読売ジャイアンツ   | 84 | 44 | 2  | .656 | 優勝 |
| 2位  | 広島東洋カープ     | 73 | 51 | 6  | .589 | 9.0  |
| 3位  | 中日ドラゴンズ     | 68 | 59 | 3  | .535 | 15.5 |
| 4位  | ヤクルトスワローズ | 55 | 72 | 3  | .433 | 28.5 |
| 5位  | 阪神タイガース     | 54 | 75 | 1  | .419 | 30.5 |
| 6位  | 横浜大洋ホエールズ | 47 | 80 | 3  | .370 | 36.5 |

#### 1990年（6位）
新監督として中村勝広、外野守備コーチに川藤幸三が就任し、首脳陣が大幅に刷新された。戦力面では前年ヤクルトで本塁打王を獲得したラリー・パリッシュが加入。当初、パリッシュや岡田彰布が5月中盤まで好調で、和田豊も初の打率3割を達成する。しかし本塁打王を狙える位置にいたパリッシュが8月末に怪我で突然の引退退団をする。また投手陣は壊滅状態であり、先発陣で規定投球回に到達したのは5勝11敗の猪俣隆と4勝13敗の仲田幸司のみという惨状だった。V2首位巨人に36ゲーム、5位のヤクルトには6ゲーム差を付けられ、2年ぶりの最下位に終わった。
| 順位 | 4月終了時 | 4月終了時 | 5月終了時 | 5月終了時 | 6月終了時 | 6月終了時 | 7月終了時 | 7月終了時 | 8月終了時 | 8月終了時 | 最終成績 | 最終成績 |
| ---- | --------- | --------- | --------- | --------- | --------- | --------- | --------- | --------- | --------- | --------- | -------- | -------- |
| 1位  | 巨人      | --        | 巨人      | --        | 巨人      | --        | 巨人      | --        | 巨人      | --        | 巨人     | --       |
| 2位  | 大洋      | 2.5       | 大洋      | 2.5       | 大洋      | 5.5       | 中日      | 12.0      | 広島      | 16.5      | 広島     | 22.0     |
| 3位  | 阪神      | 4.5       | 広島      | 8.0       | 広島      | 8.0       | 大洋      | 12.5      | 大洋      | 18.0      | 大洋     | 24.0     |
| 4位  | ヤクルト  | 5.5       | 阪神      | 9.5       | 中日      | 9.0       | 広島      | 13.5      | 中日      | 18.5      | 中日     | 26.0     |
| 5位  | 中日      | 7.0       | ヤクルト  | 9.5       | ヤクルト  | 10.5      | ヤクルト  | 16.0      | ヤクルト  | 24.0      | ヤクルト | 30.0     |
| 6位  | 広島      | 7.5       | 中日      | 9.5       | 阪神      | 12.0      | 阪神      | 18.0      | 阪神      | 31.0      | 阪神     | 36.0     |

| 順位 | 球団               | 勝 | 敗 | 分 | 勝率 | 差   |
| 1位  | 読売ジャイアンツ   | 88 | 42 | 0  | .677 | 優勝 |
| 2位  | 広島東洋カープ     | 66 | 64 | 2  | .508 | 22.0 |
| 3位  | 横浜大洋ホエールズ | 64 | 66 | 3  | .492 | 24.0 |
| 4位  | 中日ドラゴンズ     | 62 | 68 | 1  | .477 | 26.0 |
| 5位  | ヤクルトスワローズ | 58 | 72 | 0  | .446 | 30.0 |
| 6位  | 阪神タイガース     | 52 | 78 | 0  | .400 | 36.0 |

#### 1991年（6位）
この年はいきなり開幕5連敗とつまずき、5月に8連敗、6月にはチーム新記録の10連敗・7連敗と大型連敗が相次ぎ、全日程最下位に終わった。3割打者は新外国人のトーマス・オマリーのみ、2桁勝利投手ゼロでタイトル争いに絡む選手もいない中、9月22日から中込伸・湯舟敏郎・野田浩司・猪俣隆・葛西稔と5試合連続でドラフト1位入団投手が完投勝利という快挙を達成している。9月に11勝9敗と持ち直したが、チーム打率.237、チーム防御率4.37と、投打共に低迷し２年連続最下位に終わり、5位の大洋に16ゲームも離された。シーズン終了後、総合コーチの川藤幸三が退団。
シーズンオフの11月23日に阪神二軍選手がお笑い芸人グループのたけし軍団と草野球をして敗北。たけし軍団を率いるビートたけしに阪神は「13位」であると評される。
| 順位 | 4月終了時 | 4月終了時 | 5月終了時 | 5月終了時 | 6月終了時 | 6月終了時 | 7月終了時 | 7月終了時 | 8月終了時 | 8月終了時 | 9月終了時 | 9月終了時 | 最終成績 | 最終成績 |
| ---- | --------- | --------- | --------- | --------- | --------- | --------- | --------- | --------- | --------- | --------- | --------- | --------- | -------- | -------- |
| 1位  | 大洋      | --        | 広島      | --        | 中日      | --        | 中日      | --        | 中日      | --        | 広島      | --        | 広島     | --       |
| 2位  | 広島      | 1.0       | ヤクルト  | 0.0       | ヤクルト  | 1.5       | ヤクルト  | 1.0       | 広島      | 4.5       | 中日      | 3.0       | 中日     | 3.0      |
| 3位  | ヤクルト  | 1.0       | 中日      | 2.0       | 巨人      | 5.0       | 広島      | 3.5       | ヤクルト  | 6.0       | ヤクルト  | 8.5       | ヤクルト | 7.0      |
| 4位  | 巨人      | 1.0       | 巨人      | 2.0       | 広島      | 6.0       | 巨人      | 5.0       | 巨人      | 6.0       | 巨人      | 9.5       | 巨人     | 8.0      |
| 5位  | 中日      | 1.5       | 大洋      | 2.5       | 大洋      | 12.0      | 大洋      | 13.5      | 大洋      | 16.5      | 大洋      | 13.0      | 大洋     | 10.0     |
| 6位  | 阪神      | 4.5       | 阪神      | 8.5       | 阪神      | 20.5      | 阪神      | 22.0      | 阪神      | 24.0      | 阪神      | 23.0      | 阪神     | 26.0     |

| 順位 | 球団               | 勝 | 敗 | 分 | 勝率 | 差   |
| 1位  | 広島東洋カープ     | 74 | 56 | 2  | .569 | 優勝 |
| 2位  | 中日ドラゴンズ     | 71 | 59 | 1  | .546 | 3.0  |
| 3位  | ヤクルトスワローズ | 67 | 63 | 2  | .515 | 7.0  |
| 4位  | 読売ジャイアンツ   | 66 | 64 | 0  | .508 | 8.0  |
| 5位  | 横浜大洋ホエールズ | 64 | 66 | 1  | .492 | 10.0 |
| 6位  | 阪神タイガース     | 48 | 82 | 0  | .369 | 26.0 |

#### 1992年（2位）
前年9月に中込、湯舟、野田、猪俣、葛西が5連続完投勝利を演じたことに加え、本拠地甲子園球場のラッキーゾーンが撤去されたことで、中村監督は投手中心の守りの野球への転換に手応えを感じていた。
ヤクルトとの開幕2連戦は1勝1敗。続く巨人との3連戦はカード勝ち越しを決め、これらの試合で活躍した亀山努はスタメンに定着する。チームは4月を2位で終え、5月も好調をキープする。この間、怪我で離脱したオマリーの代役として5月26日に一軍に昇格した3年目の新庄剛志が最初の打席でプロ初本塁打を放ち、そのリードを仲田が完投で守り勝利している。6月14日の広島戦では湯舟がノーヒットノーランを達成した。オマリー不在ながら、大洋から移籍したジム・パチョレックに、久慈照嘉そして亀山、新庄と若手が台頭し始めた。6月17日にオマリーが怪我から復帰。前半戦を2位で折り返す。
8月、死のロードを10勝6敗で乗り切り10年ぶりに勝ち越すが、その間に首位のヤクルトが貯金を伸ばし、最大で4.5ゲーム差を付けられる。だが9月に入りヤクルトが急失速し、ゲーム差を1まで詰めてヤクルトとの3連戦を迎える。9月11日に行われた初戦は、プロ野球最長の6時間26分に及ぶ延長15回の死闘となるが引き分けに終わる。続く2試合を連勝し首位に返り咲く。
ところが長期ロードでいきなり4連敗を喫し、9月26日には荒木大輔の復帰で息を吹き返したヤクルトに首位を奪回される。翌日に首位に帰り咲いた後、2位ヤクルトと1ゲーム差で神宮での天王山を迎える。10月6日、打線は岡林に完封を許し、ヤクルトに同率首位に並ばれる。翌7日、荒井幸雄にサヨナラ打を打たれ逆転負けにより首位から陥落する。2日後の中日戦でヤクルトに2ゲーム差を付けられると、翌10日の甲子園での直接対決で3安打3打点と打ち込まれ、打線も荒木と伊東の前に2点に抑え込まれ敗北。亀新フィーバーを巻き起こした本シーズンは巨人と並んでの2位タイに終わった。
投手陣が12球団トップのチーム防御率2.90を記録した一方で、打線はチーム打率がリーグ5位、チーム本塁打に至っては首位ヤクルトの173本の半分にも届かない86本でリーグ最下位であり、ラッキーゾーン撤去はかつての売りであった長打力を大きく削ぎ落とす結果になった。
| 順位 | 4月終了時 | 4月終了時 | 5月終了時 | 5月終了時 | 6月終了時 | 6月終了時 | 7月終了時 | 7月終了時 | 8月終了時 | 8月終了時 | 9月終了時 | 9月終了時 | 最終成績 | 最終成績 |
| ---- | --------- | --------- | --------- | --------- | --------- | --------- | --------- | --------- | --------- | --------- | --------- | --------- | -------- | -------- |
| 1位  | 広島      | --        | ヤクルト  | --        | ヤクルト  | --        | ヤクルト  | --        | ヤクルト  | --        | 阪神      | --        | ヤクルト | --       |
| 2位  | 阪神      | 2.0       | 広島      | 0.5       | 阪神      | 2.0       | 阪神      | 1.5       | 巨人      | 2.5       | ヤクルト  | 1.0       | 巨人     | 2.0      |
| 3位  | ヤクルト  | 3.5       | 阪神      | 1.0       | 巨人      | 3.5       | 巨人      | 2.0       | 阪神      | 3.0       | 巨人      | 1.5       | 阪神     | 2.0      |
| 4位  | 中日      | 4.0       | 中日      | 4.0       | 広島      | 5.0       | 広島      | 3.0       | 広島      | 5.0       | 広島      | 4.0       | 広島     | 3.0      |
| 5位  | 巨人      | 5.0       | 巨人      | 9.0       | 中日      | 6.0       | 中日      | 8.0       | 大洋      | 10.5      | 大洋      | 6.0       | 大洋     | 8.0      |
| 6位  | 大洋      | 6.5       | 大洋      | 9.5       | 大洋      | 7.5       | 大洋      | 9.5       | 中日      | 15.0      | 中日      | 8.5       | 中日     | 9.0      |

| 順位 | 球団               | 勝 | 敗 | 分 | 勝率 | 差   |
| 1位  | ヤクルトスワローズ | 69 | 61 | 1  | .531 | 優勝 |
| 2位  | 読売ジャイアンツ   | 67 | 63 | 0  | .515 | 2.0  |
| 2位  | 阪神タイガース     | 67 | 63 | 2  | .515 | 2.0  |
| 4位  | 広島東洋カープ     | 66 | 64 | 0  | .508 | 3.0  |
| 5位  | 横浜大洋ホエールズ | 61 | 69 | 1  | .469 | 8.0  |
| 6位  | 中日ドラゴンズ     | 60 | 70 | 0  | .462 | 9.0  |

#### 1993年（4位）
打線強化のため、先発ローテーションの一角である野田浩司を放出してまでオリックスから松永浩美を獲得。また前年のバルセロナ五輪で台湾代表のエース・郭李建夫も入団した。
シーズンに入ると松永は開幕3試合目で故障するなど故障で度々戦列を離れ、パチョレックも腰痛に苦しみ二軍落ちを経験し、代わりに一軍に上がった郭李も後半戦最初の試合で打球が直撃し負傷する不運に見舞われるなど、なかなか戦力が揃わなかった。打撃陣は前年打率2位のオマリーが首位打者となるが、腰痛に苦しんだパチョレックはシーズン途中で引退を表明し退団した。前年の快進撃を支えた投手陣は、各投手が軒並み成績を落とし、チーム防御率も前年の2点台から3点台後半に急落した。チームは5月までまずまずの戦いぶりを見せるものの6月に最下位に転落。夏場以降は横浜の10連敗、広島の12連敗に助けられて巨人とAクラス争いを演じ、9月終了時には3位につけていたのの10月に入るとに巨人に抜かれて、そこから一度も浮上することなく4位で終了。
トレード先のオリックスで最多勝投手となった野田とは対照的に、80試合の出場に終わった松永はシーズン終了後にFA宣言でダイエーに移籍し1年でチームを去った。
| 順位 | 4月終了時 | 4月終了時 | 5月終了時 | 5月終了時 | 6月終了時 | 6月終了時 | 7月終了時 | 7月終了時 | 8月終了時 | 8月終了時 | 9月終了時 | 9月終了時 | 最終成績 | 最終成績 |
| ---- | --------- | --------- | --------- | --------- | --------- | --------- | --------- | --------- | --------- | --------- | --------- | --------- | -------- | -------- |
| 1位  | 広島      | --        | ヤクルト  | --        | ヤクルト  | --        | ヤクルト  | --        | ヤクルト  | --        | ヤクルト  | --        | ヤクルト | --       |
| 2位  | 中日      | 1.5       | 巨人      | 1.5       | 巨人      | 3.5       | 巨人      | 3.5       | 中日      | 1.0       | 中日      | 2.0       | 中日     | 7.0      |
| 3位  | 巨人      | 3.5       | 広島      | 2.0       | 広島      | 3.5       | 広島      | 4.0       | 広島      | 8.0       | 阪神      | 12.0      | 巨人     | 16.0     |
| 4位  | 阪神      | 3.5       | 中日      | 2.0       | 横浜      | 4.0       | 中日      | 4.0       | 巨人      | 8.5       | 巨人      | 12.5      | 阪神     | 17.0     |
| 5位  | ヤクルト  | 4.5       | 阪神      | 2.0       | 中日      | 4.0       | 阪神      | 5.0       | 阪神      | 9.0       | 横浜      | 17.5      | 横浜     | 23.0     |
| 6位  | 横浜      | 8.0       | 横浜      | 4.5       | 阪神      | 6.0       | 横浜      | 7.5       | 横浜      | 12.5      | 広島      | 19.0      | 広島     | 27.0     |

| 順位 | 球団               | 勝 | 敗 | 分 | 勝率 | 差   |
| 1位  | ヤクルトスワローズ | 80 | 50 | 2  | .615 | 優勝 |
| 2位  | 中日ドラゴンズ     | 73 | 57 | 2  | .562 | 7.0  |
| 3位  | 読売ジャイアンツ   | 64 | 66 | 1  | .492 | 16.0 |
| 4位  | 阪神タイガース     | 63 | 67 | 2  | .485 | 17.0 |
| 5位  | 横浜ベイスターズ   | 57 | 73 | 0  | .438 | 23.0 |
| 6位  | 広島東洋カープ     | 53 | 77 | 1  | .408 | 27.0 |

#### 1994年（4位）
投手陣は藪恵市がチームトップの9勝を挙げ新人王を獲得し、トレードでオリックスから獲得した古溝克之が7勝18セーブの活躍を見せた。打線は3割打者のトーマス・オマリーに加え和田豊が首位打者に肉薄する活躍を見せるが、メジャーで8年連続20本塁打で通算220本塁打の鳴り物入りで入団した新外国人のロブ・ディアーは日本野球にフィットせず8月に帰国、オリックスからFA移籍した石嶺和彦も前年より成績を落とし、チームは4月を6勝12敗と出遅れたものの5月以降に立て直し、7月から8月にかけ8カード連続勝ち越しなどして、首位を走っていた巨人が急降下したこともあり、9月14日終了時で3.5ゲーム差の3位にいたが、その後残り12試合で7連敗を含む2勝10敗で順位を下げ、優勝はおろかAクラスも逃し2年連続の4位で終わった。
オフに4年連続で打率3割を達成したオマリーが長打力不足などを理由に放出、ヤクルトへ移籍した。
| 順位 | 4月終了時 | 4月終了時 | 5月終了時 | 5月終了時 | 6月終了時 | 6月終了時 | 7月終了時 | 7月終了時 | 8月終了時 | 8月終了時 | 9月終了時 | 9月終了時 | 最終成績 | 最終成績 |
| ---- | --------- | --------- | --------- | --------- | --------- | --------- | --------- | --------- | --------- | --------- | --------- | --------- | -------- | -------- |
| 1位  | 巨人      | --        | 巨人      | --        | 巨人      | --        | 巨人      | --        | 巨人      | --        | 巨人      | --        | 巨人     | --       |
| 2位  | 中日      | 1.5       | 中日      | 3.5       | 中日      | 9.5       | 中日      | 8.0       | 広島      | 4.0       | 中日      | --        | 中日     | 1.0      |
| 3位  | ヤクルト  | 3.5       | 横浜      | 4.5       | ヤクルト  | 9.5       | 阪神      | 9.0       | 中日      | 6.5       | 広島      | 2.5       | 広島     | 4.0      |
| 4位  | 横浜      | 4.0       | ヤクルト  | 5.5       | 横浜      | 11.5      | ヤクルト  | 10.0      | 阪神      | 8.0       | 横浜      | 5.5       | 阪神     | 8.0      |
| 5位  | 広島      | 5.5       | 阪神      | 7.0       | 阪神      | 14.0      | 広島      | 11.0      | ヤクルト  | 9.0       | 阪神      | 6.0       | ヤクルト | 8.0      |
| 6位  | 阪神      | 6.5       | 広島      | 9.5       | 広島      | 15.5      | 横浜      | 13.0      | 横浜      | 11.5      | ヤクルト  | 7.0       | 横浜     | 9.0      |

| 順位 | 球団               | 勝 | 敗 | 分 | 勝率 | 差   |
| 1位  | 読売ジャイアンツ   | 70 | 60 | 0  | .538 | 優勝 |
| 2位  | 中日ドラゴンズ     | 69 | 61 | 0  | .531 | 1.0  |
| 3位  | 広島東洋カープ     | 66 | 64 | 0  | .508 | 4.0  |
| 4位  | ヤクルトスワローズ | 62 | 68 | 0  | .477 | 8.0  |
| 4位  | 阪神タイガース     | 62 | 68 | 0  | .477 | 8.0  |
| 6位  | 横浜ベイスターズ   | 61 | 69 | 0  | .469 | 9.0  |

#### 1995年（6位）
新たな4番候補としてMLBで6年連続20本塁打以上の実績を持つグレン・デービス、さらなる長打力を期待してスコット・クールボーを獲得し打線の強化を図った。しかし開幕からいきなり5連敗し、チームは早々と最下位に低迷する。5月、6月は10勝11敗と健闘し7月以降の上昇に期待がかかったが、7月に入るとヤクルトに2連勝の後、5連敗。1つ勝った後、本拠地・甲子園での連戦が続くゲームで8連敗を喫し前半戦が終了。
中村監督は休養し、後半戦から藤田平二軍監督が監督代行に就任。心機一転巻き返しを図るものの、低迷に歯止めをかけることができず、9月には中日に抜かれ再び最下位に転落。桧山進次郎の台頭など明るい話題もあったが、亀山・新庄の故障離脱などもありリーグ最下位に終わった。
なお、前シーズン終了後に放出されたオマリーはこのシーズン、新天地ヤクルトで3打席連続本塁打を達成。さらに同年の日本シリーズで活躍し、ヤクルトの日本一達成に大きく貢献した。
1995年シーズン終了後に1985年のV戦士・真弓明信が現役を引退、また球団に不信感を募らせた新庄が突然引退を宣言しのちに撤回する騒動があった。
| 順位 | 4月終了時 | 4月終了時 | 5月終了時 | 5月終了時 | 6月終了時 | 6月終了時 | 7月終了時 | 7月終了時 | 8月終了時 | 8月終了時 | 最終成績 | 最終成績 |
| ---- | --------- | --------- | --------- | --------- | --------- | --------- | --------- | --------- | --------- | --------- | -------- | -------- |
| 1位  | ヤクルト  | --        | ヤクルト  | --        | ヤクルト  | --        | ヤクルト  | --        | ヤクルト  | --        | ヤクルト | --       |
| 2位  | 広島      | 4.0       | 広島      | 5.5       | 広島      | 5.5       | 広島      | 3.5       | 広島      | 6.0       | 広島     | 8.0      |
| 3位  | 巨人      | 4.5       | 巨人      | 5.5       | 巨人      | 7.5       | 横浜      | 8.5       | 巨人      | 10.5      | 巨人     | 10.0     |
| 4位  | 横浜      | 4.5       | 横浜      | 5.5       | 横浜      | 8.0       | 巨人      | 8.5       | 横浜      | 12.5      | 横浜     | 16.0     |
| 5位  | 中日      | 6.0       | 阪神      | 10.5      | 阪神      | 13.0      | 阪神      | 21.0      | 阪神      | 30.0      | 中日     | 32.0     |
| 6位  | 阪神      | 8.0       | 中日      | 12.0      | 中日      | 17.0      | 中日      | 24.5      | 中日      | 31.0      | 阪神     | 36.0     |

| 順位 | 球団               | 勝 | 敗 | 分 | 勝率 | 差   |
| 1位  | ヤクルトスワローズ | 82 | 48 | 0  | .631 | 優勝 |
| 2位  | 広島東洋カープ     | 74 | 56 | 1  | .569 | 8.0  |
| 3位  | 読売ジャイアンツ   | 72 | 58 | 1  | .554 | 10.0 |
| 4位  | 横浜ベイスターズ   | 66 | 64 | 0  | .508 | 16.0 |
| 5位  | 中日ドラゴンズ     | 50 | 80 | 0  | .385 | 32.0 |
| 6位  | 阪神タイガース     | 46 | 84 | 0  | .354 | 36.0 |

#### 1996年（6位）
これといった戦力補強がないまま、巨人との開幕戦で投打ともに振るわずの大敗スタート。その後も4月、5月と1勝2敗ペースで借金を重ね、最下位を独走。打線では助っ人外国人の途中退団があったものの、この年は主に1番起用の新庄が19本塁打を放って活躍。また、前年から台頭した桧山進次郎が4番を務め、移籍1年目の平塚克洋も5月10日の巨人戦(甲子園)で逆転満塁本塁打を放つなど活躍し藤田監督の期待に応えた。投手陣では前年からローテ入りした郭李建夫が5月後半から抑えに回り、チームトップの15セーブを記録した。一度は横浜に代わって5位に浮上したが、9月に再び最下位に転落。後半戦は健闘したものの前半戦の借金を取り返せず、最後は優勝の巨人に23ゲーム差を付けられて全日程を終了。
シーズン終了後、藤田監督に代わり、1985年の優勝監督・吉田義男が再び監督に就任した。
| 順位 | 4月終了時 | 4月終了時 | 5月終了時 | 5月終了時 | 6月終了時 | 6月終了時 | 7月終了時 | 7月終了時 | 8月終了時 | 8月終了時 | 9月終了時 | 9月終了時 | 最終成績 | 最終成績 |
| ---- | --------- | --------- | --------- | --------- | --------- | --------- | --------- | --------- | --------- | --------- | --------- | --------- | -------- | -------- |
| 1位  | 横浜      | --        | 中日      | --        | 広島      | --        | 広島      | --        | 巨人      | --        | 巨人      | --        | 巨人     | --       |
| 2位  | 中日      | 2.0       | 広島      | 0.0       | 中日      | 5.5       | 中日      | 4.0       | 広島      | 1.0       | 広島      | 2.5       | 中日     | 5.0      |
| 3位  | 広島      | 5.0       | 巨人      | 3.0       | ヤクルト  | 7.5       | 巨人      | 5.0       | 中日      | 4.5       | 中日      | 3.5       | 広島     | 6.0      |
| 4位  | ヤクルト  | 5.0       | ヤクルト  | 4.5       | 巨人      | 11.0      | ヤクルト  | 5.5       | ヤクルト  | 9.5       | ヤクルト  | 12.5      | ヤクルト | 16.0     |
| 5位  | 巨人      | 7.0       | 横浜      | 5.0       | 横浜      | 12.0      | 横浜      | 12.0      | 横浜      | 15.5      | 阪神      | 20.5      | 横浜     | 22.0     |
| 6位  | 阪神      | 8.0       | 阪神      | 11.5      | 阪神      | 18.0      | 阪神      | 15.5      | 阪神      | 17.5      | 横浜      | 21.0      | 阪神     | 23.0     |

| 順位 | 球団               | 勝 | 敗 | 分 | 勝率 | 差   |
| 1位  | 読売ジャイアンツ   | 77 | 53 | 0  | .592 | 優勝 |
| 2位  | 中日ドラゴンズ     | 72 | 58 | 0  | .554 | 5.0  |
| 3位  | 広島東洋カープ     | 71 | 59 | 0  | .546 | 6.0  |
| 4位  | ヤクルトスワローズ | 61 | 69 | 0  | .469 | 16.0 |
| 5位  | 横浜ベイスターズ   | 55 | 75 | 0  | .423 | 22.0 |
| 6位  | 阪神タイガース     | 54 | 76 | 0  | .415 | 23.0 |

#### 1997年（5位）
吉田義男が再び監督に就任、ヘッドコーチに一枝修平、内野守備走塁コーチに平田、バッテリーコーチに木戸克彦を迎えるなど首脳陣を一新。吉田監督はFA宣言した清原和博の獲得に全力を注ぐものの失敗するも、マイク・グリーンウェルを3億円で獲得した。
しかし、肝心のグリーンウェルがなかなか来日しない、もう1人の助っ人野手フィル・ハイアットも中々調子が上がらないなど誤算が相次いだが4月は11勝11敗の五分で終了。5月にようやくグリーンウェルが来日しゴールデンウィーク中に行われた試合で活躍するも、巨人戦で自打球を当て「野球をやめろという神のお告げ」と発言して退団・帰国。球団は急遽、ダネル・コールズ・リード・シークリスト・ボブ・マクドナルドの3外国人を補強した。6月まで3位と健闘したが、夏場に大きく負け越したのが響き最後は巨人に抜かれて5位に転落。1992年以来のAクラス復帰はならなかったものの、3年ぶりに最下位を脱出し翌年に期待が持てるシーズンとなった。
| 順位 | 4月終了時 | 4月終了時 | 5月終了時 | 5月終了時 | 6月終了時 | 6月終了時 | 7月終了時 | 7月終了時 | 8月終了時 | 8月終了時 | 最終成績 | 最終成績 |
| ---- | --------- | --------- | --------- | --------- | --------- | --------- | --------- | --------- | --------- | --------- | -------- | -------- |
| 1位  | ヤクルト  | --        | ヤクルト  | --        | ヤクルト  | --        | ヤクルト  | --        | ヤクルト  | --        | ヤクルト | --       |
| 2位  | 広島      | 2.0       | 広島      | 3.0       | 広島      | 8.0       | 広島      | 9.5       | 横浜      | 3.5       | 横浜     | 11.0     |
| 3位  | 阪神      | 3.5       | 中日      | 4.5       | 阪神      | 10.5      | 横浜      | 10.0      | 広島      | 8.0       | 広島     | 17.0     |
| 4位  | 中日      | 4.5       | 阪神      | 5.0       | 中日      | 12.5      | 中日      | 12.0      | 阪神      | 15.5      | 巨人     | 20.0     |
| 5位  | 巨人      | 4.5       | 横浜      | 6.0       | 横浜      | 14.0      | 阪神      | 12.0      | 中日      | 17.5      | 阪神     | 21.0     |
| 6位  | 横浜      | 6.5       | 巨人      | 8.5       | 巨人      | 15.0      | 巨人      | 16.5      | 巨人      | 18.5      | 中日     | 24.0     |

| 順位 | 球団               | 勝 | 敗 | 分 | 勝率 | 差   |
| 1位  | ヤクルトスワローズ | 83 | 52 | 2  | .615 | 優勝 |
| 2位  | 横浜ベイスターズ   | 72 | 63 | 0  | .533 | 11.0 |
| 3位  | 広島東洋カープ     | 66 | 69 | 0  | .489 | 17.0 |
| 4位  | 読売ジャイアンツ   | 63 | 72 | 0  | .467 | 20.0 |
| 5位  | 阪神タイガース     | 62 | 73 | 1  | .459 | 21.0 |
| 6位  | 中日ドラゴンズ     | 59 | 76 | 1  | .437 | 24.0 |

#### 1998年（6位）
シーズン開幕前、主力選手の関川浩一と久慈をトレードで放出し、代わって中日の矢野輝弘と主砲の大豊泰昭を獲得。さらに首位打者経験者で中日の4番を打ったアロンゾ・パウエルを獲得するなど打撃陣を強化した。
そして迎えた開幕戦、横浜との初戦は完封負け、続く2、3戦目も落として開幕3連敗。チームは5月から6月にかけ本拠地・甲子園球場で球団新記録の12連敗を喫し6月後半には自力優勝が消滅。8月の死のロード中には球団新記録の12連敗を喫するなど黒星が先行した。打撃陣はチームの打率・本塁打数・得点・打点・盗塁数が、投手陣は被安打数・奪三振数・与死球数が、守備面で失策数・盗塁阻止率がリーグ最下位で、打撃陣の四球数・併殺打数、投手陣の防御率・与四球数・失点・自責点がリーグ5位など苦しいシーズンであった。広島に勝ち越して全球団負け越しこそ免れたものの2年ぶりの最下位で、吉田義男監督と一枝修平ヘッドコーチは成績不振の責任を取り辞任した。
| 順位 | 4月終了時 | 4月終了時 | 5月終了時 | 5月終了時 | 6月終了時 | 6月終了時 | 7月終了時 | 7月終了時 | 8月終了時 | 8月終了時 | 最終成績 | 最終成績 |
| ---- | --------- | --------- | --------- | --------- | --------- | --------- | --------- | --------- | --------- | --------- | -------- | -------- |
| 1位  | 広島      | --        | 広島      | --        | 横浜      | --        | 横浜      | --        | 横浜      | --        | 横浜     | --       |
| 2位  | 中日      | 0.5       | 中日      | 1.0       | 巨人      | 2.0       | 中日      | 3.5       | 中日      | 2.0       | 中日     | 4.0      |
| 3位  | 横浜      | 3.0       | 横浜      | 1.5       | 中日      | 3.0       | 巨人      | 8.0       | 巨人      | 8.0       | 巨人     | 6.0      |
| 4位  | 巨人      | 3.5       | 巨人      | 1.5       | 広島      | 6.5       | ヤクルト  | 10.5      | ヤクルト  | 9.0       | ヤクルト | 13.0     |
| 5位  | 阪神      | 3.5       | 阪神      | 6.0       | ヤクルト  | 8.5       | 広島      | 11.5      | 広島      | 15.5      | 広島     | 19.0     |
| 6位  | ヤクルト  | 7.5       | ヤクルト  | 8.0       | 阪神      | 10.0      | 阪神      | 17.5      | 阪神      | 22.5      | 阪神     | 27.0     |

| 順位 | 球団               | 勝 | 敗 | 分 | 勝率 | 差   |
| 1位  | 横浜ベイスターズ   | 79 | 56 | 1  | .585 | 優勝 |
| 2位  | 中日ドラゴンズ     | 75 | 60 | 1  | .556 | 4.0  |
| 3位  | 読売ジャイアンツ   | 73 | 62 | 0  | .541 | 6.0  |
| 4位  | ヤクルトスワローズ | 66 | 69 | 0  | .489 | 13.0 |
| 5位  | 広島東洋カープ     | 60 | 75 | 0  | .444 | 19.0 |
| 6位  | 阪神タイガース     | 52 | 83 | 0  | .385 | 27.0 |

#### 1999年（6位）
1982年の安藤統男監督就任以来、チームはOB監督で通してきたがBクラス体質の阪神を変えるべく、前年までヤクルト監督だった野村克也を新監督に招聘。野村新監督はヘッドコーチに松井優典、打撃コーチに柏原純一、投手コーチに八木沢荘六、バッテリーコーチに黒田正宏を配置するなど野村カラーを打ち出して開幕に臨んだ。
出足の悪かった前年とは違い4月を5割で乗り切ると、5月に月間13勝9敗で貯金を作り、6月9日には1992年以来2209日振りの首位に立つなど優勝が期待された。しかし、6月後半以降は投手陣の好投を打線が見殺しにする試合も目立ち、投手陣のコマ不足も表面化。7月にはオールスターゲームを挟んで9連敗を喫し5位に転落。チームは9月11日から球団タイ記録の12連敗を喫し、借金15で一気に最下位に転落。最終的に2年連続の最下位でシーズンを終えた。
| 順位 | 4月終了時 | 4月終了時 | 5月終了時 | 5月終了時 | 6月終了時 | 6月終了時 | 7月終了時 | 7月終了時 | 8月終了時 | 8月終了時 | 最終成績 | 最終成績 |
| ---- | --------- | --------- | --------- | --------- | --------- | --------- | --------- | --------- | --------- | --------- | -------- | -------- |
| 1位  | 中日      | --        | 中日      | --        | 中日      | --        | 中日      | --        | 中日      | --        | 中日     | --       |
| 2位  | 巨人      | 5.0       | 阪神      | 2.5       | 巨人      | 2.0       | 巨人      | 5.0       | 巨人      | 3.0       | 巨人     | 6.0      |
| 3位  | 阪神      | 5.0       | 広島      | 5.0       | 阪神      | 4.5       | 横浜      | 8.0       | 横浜      | 8.5       | 横浜     | 10.0     |
| 4位  | 広島      | 6.5       | ヤクルト  | 5.0       | 広島      | 4.5       | ヤクルト  | 11.5      | ヤクルト  | 13.5      | ヤクルト | 15.0     |
| 5位  | ヤクルト  | 6.5       | 巨人      | 7.0       | 横浜      | 5.0       | 阪神      | 12.5      | 阪神      | 15.0      | 広島     | 24.0     |
| 6位  | 横浜      | 7.0       | 横浜      | 7.5       | ヤクルト  | 8.0       | 広島      | 14.0      | 広島      | 20.0      | 阪神     | 26.0     |

| 順位 | 球団               | 勝 | 敗 | 分 | 勝率 | 差   |
| 1位  | 中日ドラゴンズ     | 81 | 54 | 0  | .600 | 優勝 |
| 2位  | 読売ジャイアンツ   | 75 | 60 | 0  | .556 | 6.0  |
| 3位  | 横浜ベイスターズ   | 71 | 64 | 0  | .526 | 10.0 |
| 4位  | ヤクルトスワローズ | 66 | 69 | 0  | .489 | 15.0 |
| 5位  | 広島東洋カープ     | 57 | 78 | 0  | .422 | 24.0 |
| 6位  | 阪神タイガース     | 55 | 80 | 0  | .407 | 26.0 |

#### 2000年（6位）
主な補強は、投手はオリックスから星野伸之を、巨人へ移籍したダレル・メイの後釜としてロベルト・ラミレズを、ベン・リベラに変わる抑え候補としてグレッグ・ハンセルを獲得。野手では中軸候補としてトニー・タラスコ、ハワード・バトルを補強。また野村監督のヤクルト時代の教え子・広澤克実や監督の三男・野村克則が阪神に移籍し、三塁コーチに西武から伊原春樹を招聘した。ホーム用帽子の縦縞が野村監督の提案で廃止され、この年からビジターと同じ黒帽子に変更された。
開幕投手は星野。4番は新庄剛志を抜擢した。チームは4月中旬に9連勝し、月間12勝10敗で勝ち越しのスタート。しかし、5月に入るとチームは借金地獄に突入し巨人・中日の後塵を拝する苦しい展開が続いた。それでも7月を9勝10敗、8月を13勝14敗とまずまずの成績を残し最下位脱出は目前だったが、終盤に入ると借金10で一気に最下位に転落。結局1998年から3年連続の最下位に終わった。
打撃陣は1992年のラッキーゾーン撤去後初めてリーグ本塁打数最下位を脱したが、リーグ打率・リーグ安打数がダントツ最下位で得点力不足に悩んだ。またチーム失策数が101個と多く、守備が堅いとも言えなかった。
シーズン終了後、チーム1位の本塁打を放った新庄はニューヨーク・メッツへ移籍し、チーム2位の本塁打を放った大豊は退団、チーム3位の本塁打を記録したタラスコも退団と、チーム本塁打上位3名が退団した。伊原コーチも1年で退団した。
| 順位 | 4月終了時 | 4月終了時 | 5月終了時 | 5月終了時 | 6月終了時 | 6月終了時 | 7月終了時 | 7月終了時 | 8月終了時 | 8月終了時 | 最終成績 | 最終成績 |
| ---- | --------- | --------- | --------- | --------- | --------- | --------- | --------- | --------- | --------- | --------- | -------- | -------- |
| 1位  | 広島      | --        | ヤクルト  | --        | 巨人      | --        | 巨人      | --        | 巨人      | --        | 巨人     | --       |
| 2位  | 阪神      | 2.0       | 巨人      | 0.5       | 中日      | 3.0       | 中日      | 6.0       | 中日      | 6.5       | 中日     | 8.0      |
| 3位  | 巨人      | 3.0       | 中日      | 0.5       | 広島      | 3.0       | 横浜      | 8.5       | 横浜      | 8.5       | 横浜     | 9.0      |
| 4位  | 横浜      | 3.0       | 広島      | 2.0       | ヤクルト  | 3.5       | 広島      | 10.0      | 広島      | 12.5      | ヤクルト | 12.0     |
| 5位  | ヤクルト  | 4.5       | 横浜      | 2.5       | 横浜      | 6.0       | ヤクルト  | 10.5      | ヤクルト  | 14.5      | 広島     | 13.0     |
| 6位  | 中日      | 5.5       | 阪神      | 3.5       | 阪神      | 8.5       | 阪神      | 13.0      | 阪神      | 15.0      | 阪神     | 21.0     |

| 順位 | 球団               | 勝 | 敗 | 分 | 勝率 | 差   |
| 1位  | 読売ジャイアンツ   | 78 | 57 | 0  | .578 | 優勝 |
| 2位  | 中日ドラゴンズ     | 70 | 65 | 0  | .519 | 8.0  |
| 3位  | 横浜ベイスターズ   | 69 | 66 | 1  | .511 | 9.0  |
| 4位  | ヤクルトスワローズ | 66 | 69 | 1  | .489 | 12.0 |
| 5位  | 広島東洋カープ     | 65 | 70 | 1  | .481 | 13.0 |
| 6位  | 阪神タイガース     | 57 | 78 | 1  | .422 | 21.0 |

#### 2001年（6位）
機動力を生かした野球を目指し、野村監督は春季キャンプで赤星憲広・藤本敦士・沖原佳典・上坂太一郎・平下晃司・松田匡司・高波文一の7選手をF1セブンと命名して売り出した。
開幕戦は巨人相手に3-17と大敗したが、翌日にシーズン初勝利。その後も勝率5割前後で踏みとどまっていたが、4月下旬からの7連敗で黒星が先行し、6月以降は最下位が定位置となる。桧山進次郎が球団記録となる28試合連続安打や自身初の打率3割を記録、新人の赤星が盗塁王に輝き、新人王も受賞したが、新外国人勢がふるわず野手陣の駒不足に泣かされた。チーム打率.243、90本塁打、446打点はいずれもリーグ最低であり、最終的に4年連続最下位に終わった。
なお、前シーズン終了後に放出された北川博敏はこのシーズン、移籍先の近鉄で代打逆転満塁サヨナラ優勝決定本塁打（釣り銭なし）を打って、近鉄の劇的なリーグ優勝劇を演じた。
この年のシーズンオフ時点で野村監督は続投予定だったが、妻が脱税容疑で逮捕されたことで突如辞任を発表。チーム再建を託された野村阪神は3年連続最下位に終わった。
| 順位 | 4月終了時 | 4月終了時 | 4月終了時 | 5月終了時 | 5月終了時 | 5月終了時 | 6月終了時 | 6月終了時 | 6月終了時 | 7月終了時 | 7月終了時 | 7月終了時 | 8月終了時 | 8月終了時 | 8月終了時 | 最終成績 | 最終成績 | 最終成績 |
| ---- | --------- | --------- | --------- | --------- | --------- | --------- | --------- | --------- | --------- | --------- | --------- | --------- | --------- | --------- | --------- | -------- | -------- | -------- |
| 1位  | 巨人      | 17勝      | --        | 巨人      | 31勝      | --        | 巨人      | 42勝      | --        | ヤクルト  | 48勝      | --        | ヤクルト  | 63勝      | --        | ヤクルト | 76勝     | --       |
| 2位  | ヤクルト  | 13勝      | 2.0       | ヤクルト  | 27勝      | 1.0       | ヤクルト  | 40勝      | -2.5      | 巨人      | 48勝      | 5.0       | 巨人      | 62勝      | 7.5       | 巨人     | 75勝     | 3.0      |
| 3位  | 中日      | 13勝      | 4.0       | 中日      | 26勝      | 3.0       | 中日      | 33勝      | 7.0       | 横浜      | 41勝      | 8.0       | 横浜      | 51勝      | 13.5      | 横浜     | 69勝     | 8.0      |
| 4位  | 阪神      | 11勝      | 6.0       | 広島      | 22勝      | 5.0       | 広島      | 30勝      | 6.0       | 中日      | 41勝      | 9.0       | 中日      | 51勝      | 15.0      | 広島     | 68勝     | 7.5      |
| 5位  | 広島      | 10勝      | 5.0       | 阪神      | 19勝      | 10.0      | 横浜      | 29勝      | 10.0      | 阪神      | 39勝      | 12.5      | 広島      | 49勝      | 13.5      | 中日     | 62勝     | 15.0     |
| 6位  | 横浜      | 9勝       | 7.0       | 横浜      | 17勝      | 11.0      | 阪神      | 28勝      | 12.5      | 広島      | 36勝      | 10.5      | 阪神      | 47勝      | 14.5      | 阪神     | 57勝     | 20.5     |

※このシーズンは勝利数優先で順位を決定。
| 順位 | 球団               | 勝 | 敗 | 分 | 勝率 | 差   |
| 1位  | ヤクルトスワローズ | 76 | 58 | 6  | .567 | 優勝 |
| 2位  | 読売ジャイアンツ   | 75 | 63 | 2  | .543 | 3.0  |
| 3位  | 横浜ベイスターズ   | 69 | 67 | 4  | .507 | 8.0  |
| 4位  | 広島東洋カープ     | 68 | 65 | 7  | .511 | 7.5  |
| 5位  | 中日ドラゴンズ     | 62 | 74 | 4  | .456 | 15.0 |
| 6位  | 阪神タイガース     | 57 | 80 | 3  | .416 | 20.5 |

*順位は勝率に関係なく勝利数順で決定

### 「暗黒時代」の終焉（2002年〜2003年）

#### 2002年（4位）
野村前監督の突然の辞任を受け、前年まで中日監督を務めていた星野仙一が新監督に就任。星野新監督は田淵幸一をチーフ打撃コーチに迎え、ヘッドコーチには島野育夫をそれぞれ配置して、星野新監督就任前に就任していた投手コーチは佐藤義則を、打撃コーチは前年引退した和田豊とコーチ陣を一新した。チームはオープン戦から勝ちにこだわりオープン戦優勝、その勢いのままペナントに入って開幕7連勝と最高のスタートを切るが、矢野輝弘や赤星憲広、片岡篤史など主力選手がケガで離脱した6月以降成績が下降。ケガ人が復帰した7月はまずまずの成績を残すも、藪恵壹や桧山進次郎、濱中おさむ、また矢野が怪我をして8月中旬以降は大きく負け越したのが響き最後は中日とのAクラス争いに敗れ4位に終わる。1993年から10年連続のBクラスで終わるものの5年ぶりの最下位脱出を果たす。
| 順位 | 4月終了時 | 4月終了時 | 5月終了時 | 5月終了時 | 6月終了時 | 6月終了時 | 7月終了時 | 7月終了時 | 8月終了時 | 8月終了時 | 最終成績 | 最終成績 |
| ---- | --------- | --------- | --------- | --------- | --------- | --------- | --------- | --------- | --------- | --------- | -------- | -------- |
| 1位  | 阪神      | -         | 阪神      | -         | 巨人      | -         | 巨人      | -         | 巨人      | -         | 巨人     | -        |
| 2位  | 巨人      | 2.0       | 巨人      | 0.5       | ヤクルト  | 2.0       | 阪神      | 10.5      | ヤクルト  | 6.5       | ヤクルト | 11.0     |
| 3位  | 広島      | 3.5       | ヤクルト  | 4.0       | 阪神      | 4.5       | ヤクルト  | 11.0      | 中日      | 13.5      | 中日     | 15.5     |
| 4位  | ヤクルト  | 4.5       | 中日      | 5.0       | 中日      | 5.5       | 広島      | 11.5      | 阪神      | 16.0      | 阪神     | 19.0     |
| 5位  | 中日      | 7.5       | 広島      | 6.5       | 広島      | 5.5       | 中日      | 13.5      | 広島      | 18.0      | 広島     | 21.0     |
| 6位  | 横浜      | 9.5       | 横浜      | 17.0      | 横浜      | 15.5      | 横浜      | 22.5      | 横浜      | 30.0      | 横浜     | 35.5     |

| 順位 | 球団               | 勝 | 敗 | 分 | 勝率 | 差   |
| 1位  | 読売ジャイアンツ   | 86 | 52 | 2  | .623 | 優勝 |
| 2位  | ヤクルトスワローズ | 74 | 62 | 4  | .544 | 11.0 |
| 3位  | 中日ドラゴンズ     | 69 | 66 | 5  | .511 | 15.5 |
| 4位  | 阪神タイガース     | 66 | 70 | 4  | .485 | 19.0 |
| 5位  | 広島東洋カープ     | 64 | 72 | 4  | .471 | 21.0 |
| 6位  | 横浜ベイスターズ   | 49 | 86 | 5  | .363 | 35.5 |

#### 2003年（優勝）
2年目の星野監督の元で断行された「血の入れ替え」によって1/3以上の26人の選手を大きく入れ替えた。
開幕から手堅く勝ち星を重ね、4月26日の広島戦（甲子園）で8回表終了時に6点ビハインドからその裏の攻撃で一気に9点を取り13対10で大逆転勝ちした試合から首位に立ち、7月終了時点で2位に17.5ゲーム差の大差を付ける。7月8日にはセ・リーグ史上最速（当時）でのマジック点灯を達成した。
戦力としては、第三次ダイナマイト打線と称された今岡・赤星・金本・桧山・アリアス・矢野・藤本らの野手陣が単打・二塁打・三塁打・四球・盗塁の部門でリーグ1位の活躍、140試合で728得点と1試合平均5.2点を獲る得点力を発揮し、一方の投手陣も井川・伊良部・ムーアら先発、安藤・ウィリアムス・吉野らリリーフがともに活躍し、リーグ最少の失策数の野手陣も手伝ってチーム防御率はリーグ1位を誇った。
そのまま2位以下を全く寄せ付けず、9月15日に18年ぶりのセ・リーグ優勝をぶっちぎりで飾った。この優勝をもって阪神タイガースは「暗黒時代」を脱却したと語られる。
| 順位 | 4月終了時 | 4月終了時 | 5月終了時 | 5月終了時 | 6月終了時 | 6月終了時 | 7月終了時 | 7月終了時 | 8月終了時 | 8月終了時 | 最終成績 | 最終成績 |
| ---- | --------- | --------- | --------- | --------- | --------- | --------- | --------- | --------- | --------- | --------- | -------- | -------- |
| 1位  | 阪神      | --        | 阪神      | --        | 阪神      | --        | 阪神      | --        | 阪神      | --        | 阪神     | --       |
| 2位  | ヤクルト  | 2.0       | 巨人      | 8.0       | 中日      | 12.5      | 中日      | 17.5      | 巨人      | 16.0      | 中日     | 14.5     |
| 3位  | 巨人      | 2.5       | 中日      | 8.0       | 巨人      | 8.5       | ヤクルト  | 19.0      | 中日      | 17.5      | 巨人     | 15.5     |
| 4位  | 中日      | 2.5       | ヤクルト  | 9.5       | ヤクルト  | 14.0      | 巨人      | 19.5      | ヤクルト  | 18.5      | ヤクルト | 15.5     |
| 5位  | 広島      | 3.0       | 広島      | 11.5      | 広島      | 17.0      | 広島      | 22.0      | 広島      | 19.5      | 広島     | 20.0     |
| 6位  | 横浜      | 11.0      | 横浜      | 20.0      | 横浜      | 30.0      | 横浜      | 39.0      | 横浜      | 42.5      | 横浜     | 42.5     |

| 順位 | 球団               | 勝 | 敗 | 分 | 勝率 | 差   |
| 1位  | 阪神タイガース     | 87 | 51 | 2  | .630 | 優勝 |
| 2位  | 中日ドラゴンズ     | 73 | 66 | 1  | .525 | 14.5 |
| 3位  | 読売ジャイアンツ   | 71 | 66 | 3  | .518 | 15.5 |
| 3位  | ヤクルトスワローズ | 71 | 66 | 3  | .518 | 15.5 |
| 5位  | 広島東洋カープ     | 67 | 71 | 2  | .486 | 20.0 |
| 6位  | 横浜ベイスターズ   | 45 | 94 | 1  | .324 | 42.5 |

### 「暗黒時代」終焉以降の阪神タイガース（2003年〜）
リーグ優勝を果たした2003年の日本シリーズでは対戦相手のダイエーに惜しくも3勝4敗で敗れ、念願の日本一を逃した。シリーズ終了後に星野監督は健康上の理由から勇退し、後任には'85年V戦士の1人であった岡田彰布が就任した。
2004年以降の阪神タイガースは、2017年まで最下位で終わったシーズンが1度もなく、また2005年に球団5度目となるリーグ優勝を果たし、更には2023年に球団6度目の優勝とともに創設以来2度目の日本一を達成するなど、毎年シーズンを通じて優勝争いの常連となり高い順位をキープし続けている。
| 順位             | 順位             | 順位             | 回数 | 回数 |
| ---------------- | ---------------- | ---------------- | ---- | ---- |
| セ・リーグ       | Aクラス          | 優勝             | 3回  | 17回 |
| セ・リーグ       | Aクラス          | 2位              | 9回  | 17回 |
| セ・リーグ       | Aクラス          | 3位              | 5回  | 17回 |
| セ・リーグ       | Bクラス          | 4位              | 3回  | 5回  |
| セ・リーグ       | Bクラス          | 5位              | 1回  | 5回  |
| セ・リーグ       | Bクラス          | 6位              | 1回  | 5回  |
| 通算22シーズン   |                  |                  |      |      |
| 日本シリーズ進出 | 日本シリーズ進出 | 日本シリーズ進出 | 4回  | 4回  |
| 日本一           | 日本一           | 日本一           | 1回  | 1回  |

## 「暗黒時代」招来の原因

### ドラフト戦略
チームの中長期的な補強の要となるドラフト戦略の拙さが暗黒時代の要因の一つに挙げられる。
1985年の優勝時には掛布雅之・岡田彰布ら主軸の大砲を生え抜きの選手で育て、バース（83年入団）ら助っ人外国人や真弓明信（79年クラウンライターから移籍）らの移籍加入による補強がハマり、脇を固める野手においても佐野仙好・木戸克彦・平田勝男ら生え抜き組が目立ち、打線の厚みを増させることができていた。
一方の投手陣はやや手薄でチーム防御率リーグ4位・完投数リーグ最下位であり、補強ポイントは投手力にあることが明確であった。
そのようなチーム状況の中での阪神は1983年にドラフト1位指名した中西清起を皮切りに、84年嶋田章弘（後に野手転向）、85年遠山奬志（後に野手転向、更に投手再転向）、86年猪俣隆、87年野田浩司、88年中込伸、89年葛西稔、90年湯舟敏郎と、8年連続ドラフト1位に投手を指名するという偏ったドラフト戦略に舵を切った結果、ラッキーゾーン撤廃直後の92年シーズンにチーム防御率1位を獲得する一定の成果が出た。
一方の野手陣は、リーグ優勝の翌年86年にチームの不動の4番であった掛布雅之がシーズン途中に骨折で離脱、その後全盛期の輝きを取り戻すには至らず、88年シーズン限りで33歳の若さで引退。岡田彰布も86年シーズン以降は打率3割・本塁打30本を超える年は遂に無かった。主力野手であったバースは88年途中退団、真弓も88年シーズンを最後に規定打席到達には至らず、野手の補強も急務な状況であった。
しかしドラフト戦略で投手偏重方針に路線を取った阪神は、ドラフトで大砲候補を確保することが難しくなった。レギュラークラスでは和田豊・八木裕・新庄剛志・久慈照嘉など1992年阪神Aクラス入りの躍進を支える選手を獲得したが、長打力は外国人選手・FA・トレードによる補強へ期待せざるを得ない状況が続くことになる。その後のドラフト会議でも投手偏重傾向は続き、92〜95年もドラフト1位で投手を獲得していく。95年のドラフト会議に置いては指名4選手全てが社会人出身かつ1〜3位は投手の即戦力方針に舵を切るも、全員が7年以内にチームを退団するという惨憺たる結果に終わった。
また、この時期は安易なスカウティングも横行していた。当時スカウトを務めていた菊地敏幸によれば、球団は「獲りやすい選手を獲っていた」と話しており、スカウト体制も「担当地域にそれぞれ同じポジションで有力選手が出たとき、お互いの担当地域に足を運んで、その当該選手同士を比較する「クロスチェック」を、まだ行っていなかった」と明かしている。野村克也も、「『阪神が他球団が注目しない選手ばかり指名していた』ことがヤクルト監督時代から謎だった」と語っているが、後に阪神の監督になって「指名選手が入団すると担当スカウトにボーナスが支給されており、そのボーナス欲しさに他球団が見向きもしない（＝確実に獲れる）選手ばかりリストアップされていた事がわかった」と指摘している。
1996年以降は中長期の育成路線へシフト。2003年以降チームの主力となる今岡誠・関本賢太郎・濱中治（96年）・井川慶（97年）、藤川球児・福原忍（98年）、赤星憲広（00年）の獲得に成功している。また、暗黒時代の後半では80年代〜90年初頭に獲得した投手陣にも高齢化の波が押し寄せチーム力は更に弱体化が進んでいた為、2002年オフに当時の監督星野仙一による「血の入れ替え」へと繋がることになる。

### 外国人補強
バース退団後、ラッキーゾーン撤廃前はフィルダーやパリッシュら、撤廃後にはパチョレックやデービスらが好成績を上げるものの、怪我の影響や契約問題で長い間チームの主力とは成り切れなかった。
更に1990年代後半は、戦力補強の為に獲得した外国人野手も物足りない成績に終わるケースが目立つようになる。
自前で強打の野手を育成しきれなかった阪神は、バースの再来と銘打たれるような大砲候補の新外国人を毎年獲得するも、ことごとく不発に終わっている。
1998年以降は他球団で自由契約になった外国人選手の獲得に着手するが、パウエル（1998年に中日から移籍）やフランクリン（2000年に日ハムから移籍）も期待された程の成績は残せず、2002年にオリックスから移籍したアリアスまで当たりを待つことになった。

### フリーエージェント(FA)・トレード
外国人野手の補強と同様、トレードやFAによる補強もチームの打撃力向上の重要手段だった。この時期、高橋慶彦や松永浩美・石嶺和彦・大豊泰昭らが加入するも、30歳代中盤に差し掛かっていた彼らは衰えや首脳陣との齟齬により短期間でチームを去り、逆に松永に加えて新庄剛志といった生え抜きの主力選手がFAで退団したり、清原和博のようにFA獲得に失敗するケースも相次いだため、阪神は長らく貧打に泣かされ続けることになった。この状況が改善するのは2003年に広島からFA移籍加入する金本知憲まで待たなければならなかった。

### 相次ぐ監督交代
暗黒時代においては、監督が短期間で交代する状態が長らく続き、チームの中長期的な改革が行えなかった。
その中で中村勝広監督時代（90〜95年）は既に選手としての高齢化が進んでいた1985年優勝メンバーからの脱却に着手する長期展望の一幕が見られたものの、選手補強が上手く進まず95年に途中休養に入ると状況が一変。その後は藤田平（95年途中〜96年）、吉田義男（97〜98年）、野村克也（99〜01年）と短期間での監督交代が相次いだ。
野村はこの状況を先述のドラフトや外部からの補強の拙さも含めて「監督だけ代えてもチームは強くならない。戦力補強と編成部の強化を行うべき」とフロントに訴えている。

### 都市伝説
阪神タイガースが優勝から遠のいた原因は、1985年の優勝時に道頓堀川へ放り込まれたカーネル・サンダース像の「呪い」であるとする、半ばジョーク的な都市伝説がある。
投げ込まれたカーネル・サンダース像の大部分が2009年に発見された。しかし、像が発見されて以降も阪神タイガースは長らく日本一を達成できず、未だ紛失状態である像の眼鏡・両足首・左手が見つからないと「呪い」は解けないとするジョークもあったが、2023年にようやく日本一を達成した。

## その他

### 球団身売りの噂
「暗黒時代」の阪神タイガースはしばしば他企業へ球団身売りをするのではないかと噂されることがあった。当時、身売り先として噂に上がった会社として、佐川急便やサントリーが挙げられる。
阪神の「暗黒時代」には、阪急ブレーブスがオリックス株式会社、南海ホークスが株式会社ダイエーに身売りするなど、関西大手私鉄を親会社とする球団の身売りがしばしば行われていた。

### 他球団における「暗黒時代」
阪神タイガースに限らず、成績不調が長期にわたって続く時期のことを他球団においても「暗黒期」「暗黒時代」などの名称で呼ぶことがある。例として、1982年〜1990年のヤクルト、1987年〜2003年のロッテ、1998年〜2012年の広島、2002年〜2015年の横浜→DeNA、2002年〜2020年のオリックス、2013年〜2024年の中日などが「暗黒期」であると言われることが多々ある。また、20シーズン連続（1978年〜1997年）でBクラス入りとなった南海→ダイエー（現・ソフトバンク）などのように、阪神の暗黒時代よりも長期にわたるケースもある。
ただし、ドラフト導入以前で各球団の戦力差が顕著だった1960年代以前は、国鉄（現・ヤクルト）・大洋（現・DeNA）・広島などが連続Bクラス入りするシーズンが多かったが、ドラフト導入以前の選手獲得が自由競争であったため、やむを得なかった状況から、この時代のこれらの球団が「暗黒期」呼ばわりされるケースは少ない。